# Nederluleå landskommun
Nederluleå landskommun var en tidigare kommun i Norrbottens län. Centralort var Gammelstad och kommunkod 1952-1968 var 2507.

## Administrativ historik
Nederluleå landskommun (från början Neder-Luleå landskommun) inrättades den 1 januari 1863 i Nederluleå socken i  Norrbotten när 1862 års kommunalförordningar trädde i kraft. Den 23 augusti 1901 inrättades Svartöstadens municipalsamhälle inom kommunen. Detta inkorporerades den 1 januari 1933 i Luleå stad.
Kommunreformen 1952 påverkade inte indelningarna i området, då varken Västerbottens eller Norrbottens län berördes av reformen.
Den 1 januari 1959 överfördes från Nederluleå landskommun till Luleå stad ett område (med bland annat Sandön) med 106 invånare och omfattande en areal av 26,22 kvadratkilometer, varav 25,95 kvadratkilometer land. Samma datum överfördes ett område med 44 invånare i motsatt riktning - från staden till Nederluleå - omfattande en areal av 6,57 kvadratkilometer, varav allt land.
Den 1 januari 1969 uppgick Nederluleå i Luleå stad som 1 januari 1971 ombildades till Luleå kommun.

### Kyrklig tillhörighet
I kyrkligt hänseende tillhörde kommunen Nederluleå församling.

## Kommunvapnet
Blasonering: I blått fält en nyckel, på vardera sidan åtföljd av ett klöverblad, allt av silver.
Detta vapen fastställdes av Kungl. Maj:t den 15 februari 1952.

## Geografi
Nederluleå landskommun omfattade den 1 januari 1952 en areal av 1 181,24 km², varav 1 101,94 km² land. Efter nymätningar och arealberäkningar färdiga den 1 januari 1954 omfattade landskommunen den 1 januari 1961 en areal av 1 202,50 km², varav 1 123,07 km² land.

### Tätorter i kommunen 1960
| Tätort          | Folkmängd |
| --------------- | --------- |
| Bergnäset       | 2 032     |
| Gammelstad      | 1 557     |
| Alvik           | 508       |
| Södra Sunderbyn | 480       |
| Antnäs          | 308       |
| Ersnäs          | 269       |
| Gäddvik         | 203       |

Tätortsgraden i kommunen var den 1 november 1960 43,0 procent.

## Näringsliv
Vid folkräkningen den 31 december 1950 var kommunens befolknings huvudnäring uppdelad på följande sätt:
- 47,6 procent av befolkningen levde av jordbruk med binäringar
- 26,9 procent av industri och hantverk
- 8,2 procent av samfärdsel
- 6,7 procent av offentliga tjänster m.m.
- 5,1 procent av handel
- 1,6 procent av husligt arbete
- 0,1 procent av gruvbrytning
- 3,9 procent av ospecificerad verksamhet.

Av den förvärvsarbetande befolkningen jobbade bland annat 40,8 procent med jordbruk och boskapsskötsel, 10,9 procent med byggnadsverksamhet, 8,7 procent med samfärdsel samt 6,6 procent med varuhandel. 772 av förvärvsarbetarna (17,6 procent) hade sin arbetsplats utanför kommunen.

## Politik

### Mandatfördelning i valen 1938-1966
| 2 | 12 | 7 | 7 | 12 |

| 38 |

| 2 | 13 | 9 | 5 | 11 |

| 38 |

| 4 | 13 | 12 | 4 | 7 |

| 39 |

| 3 | 15 | 11 | 5 | 6 |

| 38 |

| 3 | 16 | 9 | 4 | 8 |

| 36 |

| 3 | 17 | 9 | 3 | 8 |

| 37 |

| 2 | 18 | 9 | 4 | 7 |

| 36 |

| 3 | 16 | 9 | 4 | 2 | 6 |

| 35 |

### Fotnoter
1. ↑  Per Andersson: Sveriges kommunindelning 1863-1993, Draking, Mjölby 1993, ISBN 91-87784-05-X, s. 98
2. 1 2   (PDF) Folkräkningen den 31 december 1950, I, Areal och folkmängd inom särskilda förvaltningsområden m.m., Tätorter. Stockholm: Statistiska centralbyrån. 1952-05-19. sid. 6* & 120. Arkiverad från originalet den 1 oktober 2014. https://www.webcitation.org/6T09ZkyrB?url=http://www.scb.se/Grupp/Hitta_statistik/Historisk_statistik/_Dokument/SOS/Folkrakningen_1950_1.pdf. Läst 9 oktober 2014 Arkiverad 29 oktober 2013 hämtat från the Wayback Machine.
3. 1 2   (PDF) Folkräkningen den 1 november 1960, I, Folkmängd inom kommuner och församlingar efter kön, ålder, civilstånd m.m.. Stockholm: Statistiska centralbyrån. 1965-09-30. sid. 60. Arkiverad från originalet den 15 juli 2015. https://www.webcitation.org/6a1zkRbkC?url=http://www.scb.se/Grupp/Hitta_statistik/Historisk_statistik/_Dokument/SOS/Folkrakningen_1960_01.pdf. Läst 26 december 2014 Arkiverad 14 oktober 2013 hämtat från the Wayback Machine.
4. ↑  ”Svenska Heraldiska Föreningens vapendatabas”. Arkiverad från originalet den 18 oktober 2012. https://web.archive.org/web/20121018011750/http://databas.heraldik.se/index.php. Läst 28 januari 2011.
5. ↑   (PDF) Folkräkningen den 1 november 1960, II, Folkmängd inom tätorter efter kön, ålder och civilstånd.. Stockholm: Statistiska centralbyrån. 1961-10-31. sid. 32. Arkiverad från originalet den 29 juni 2015. https://www.webcitation.org/6ZeEB9Ija?url=http://www.scb.se/Grupp/Hitta_statistik/Historisk_statistik/_Dokument/SOS/Folkrakningen_1960_02.pdf. Läst 30 juni 2015 Arkiverad 24 september 2015 hämtat från the Wayback Machine.
6. 1 2   (PDF) Folkräkningen den 31 december 1950, IV, Totala räkningen: folkmängden efter yrke i kommuner, församlingar och tätorter. Stockholm: Statistiska centralbyrån. 1954-10-08. sid. 186-187. Arkiverad från originalet den 30 juni 2015. https://www.webcitation.org/6Zfas4HUP?url=http://www.scb.se/Grupp/Hitta_statistik/Historisk_statistik/_Dokument/SOS/Folkrakningen_1950_4.pdf. Läst 30 juni 2015 Arkiverad 24 september 2015 hämtat från the Wayback Machine.